# Objectif de valeur constitutionnelle
Un objectif de valeur constitutionnelle (ou objectif à valeur constitutionnelle) est, en droit français, un objectif dégagé par le Conseil constitutionnel auquel ce dernier reconnaît une valeur constitutionnelle,. Ces objectifs trouvent leurs fondements dans le bloc de constitutionnalité constitué de la constitution de 1958 elle-même, la déclaration des droits de l'homme et du citoyen, le préambule de la constitution de 1946 ainsi que de la charte de l'environnement de 2004.

## Histoire
La catégorie des objectifs de valeur constitutionnelle est apparue dans la décision no 82-141 DC du 27 juillet 1982, dans laquelle le Conseil constitutionnel affirme : « il appartient au législateur de concilier […] l'exercice de la liberté de communication telle qu'elle résulte de l'article 11 de la Déclaration des droits de l'homme, avec […] les objectifs de valeur constitutionnelle que sont la sauvegarde de l'ordre public, le respect de la liberté d'autrui et la préservation du caractère pluraliste des courants d'expression socioculturels. »
Seul un faible nombre de déclarations de non-conformité à la Constitution ont été fondées sur ces objectifs.

## Liste
On dénombre quatorze objectifs de valeur constitutionnelle :
- la sauvegarde de l'ordre public[4] ;
- le respect de la liberté d'autrui[4] ;
- la préservation du pluralisme des courants d’expression socioculturels[4] ;
- la transparence financière des entreprises de presse[5] ;
- la protection de la santé publique[6],[7] aussi principe constitutionnel[8] ;
- la recherche des auteurs d'infractions[9] ;
- la lutte contre la fraude fiscale[10] ;
- la possibilité pour toute personne de disposer d'un logement décent[11] ;
- l'accessibilité et l'intelligibilité de la loi[12] ;
- l'équilibre financier de la sécurité sociale[13],[14] ;
- l'égal accès des femmes et des hommes aux mandats électoraux et fonctions électives[15] ;
- l'égalité entre les collectivités territoriales[3],[16] ;
- la sauvegarde de la propriété intellectuelle[17] ;
- la bonne administration de la justice[18] ;
- la protection de l'environnement[19],[20].

## Place dans la hiérarchie des normes et utilité
La place des objectifs de valeur constitutionnelle dans la hiérarchie des normes juridiques est très discutée. Pour François Luchaire : « L’objectif n’a donc pas lui-même force contraignante mais il se peut qu’il soit inséparable de la norme [...] il permet d’apporter des dérogations (limitées) à des droits ou principes constitutionnels. Sa liaison avec un principe constitutionnel précise ce dernier mais ne crée pas une norme nouvelle. »
Pour Pierre de Montalivet : « Le Conseil constitutionnel accorde aux objectifs une protection inférieure à celle des droits et libertés constitutionnels, même si cette protection varie selon les objectifs et les circonstances. »
Aucun objectif de valeur constitutionnel n'a jusqu'alors été admis comme invocable par le requérant à l'occasion d'une Question prioritaire de constitutionnalité (QPC), leur utilité contentieuse n'étant essentiellement que de permettre au juge constitutionnel d'admettre certaines atteintes à des principes constitutionnels par le législateur.